# Altopiano Putorana

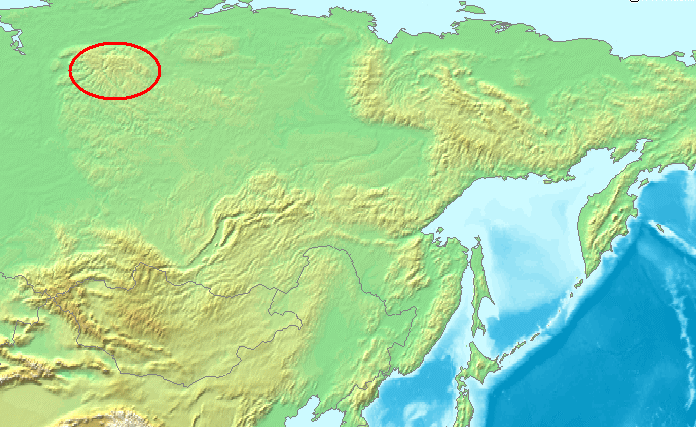
Localizzazione dell'altopiano

L'altopiano Putorana (in russo плато́ Путора́на? plato Putorana) è una catena montuosa situata nell'estremità nordoccidentale dell'altopiano della Siberia centrale. Si trova in Russia, nel Territorio di Krasnojarsk.

## Geografia
La zona rilevata dell'altopiano digrada lentamente ad ovest verso il corso del fiume Enisej e a nord verso il vastissimo bassopiano della Siberia settentrionale; si salda invece, a nord-est e a sud, agli altopiani del Viljuj e Syverma, rispettivamente. L'altopiano culmina con il monte Kamen', che si eleva per 1 701 metri sul livello del mare. L'area dell'altopiano è di 250.000 km².
L'altopiano Putorana funge da importante spartiacque nella regione: fra i principali fiumi che si originano qui sono la Cheta e il Kotuj (rami sorgentiferi del Chatanga), la Kurejka  (affluente dello Enisej), il Kočečum, il Tembenči, il Vivi, la Tutončana che alimentano la Tunguska Inferiore.
L'altopiano è solcato da profonde gole con molte cascate, tra cui la Tal'nikovyj (Тальниковый водопад), alta 482 m, e numerose valli con grandi laghi quali il Chantajskoe, il Keta, il Lama e il Melkoe. Presso il lago Vivi, nella parte meridionale dell'altopiano, si trova il centro geografico della Russia. La superficie dell'altopiano è coperta da flussi di lava basaltica, spesso indicati come trappo siberiano.
L'insediamento più vicino è Noril'sk, nelle cui vicinanze si trova uno dei più estesi e conosciuti giacimenti di nichel al mondo.

## Note

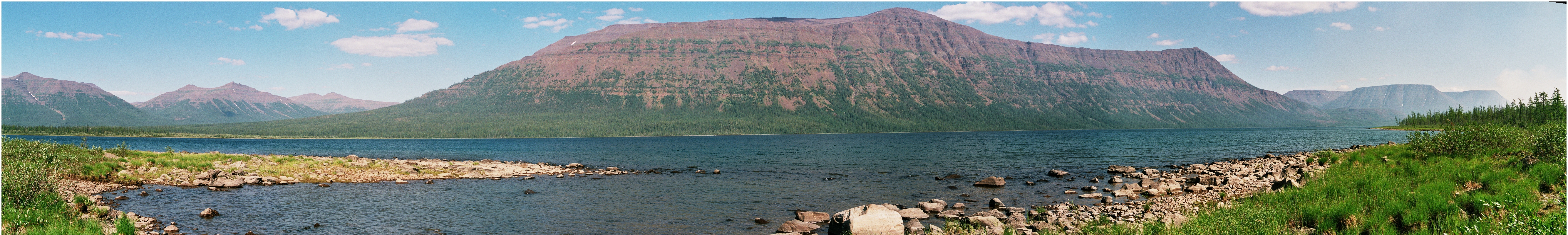
L'altopiano visto dal lago Kapčuk

### Riserva naturale statale Putorana
L'area della riserva, istituita nel 1988, è di 1 887 251 ettari, il suo obiettivo principale è quello di proteggere i paesaggi di montagna della taiga; le specie animali rare, tra cui la Ovis nivicola borealis, una sottospecie di pecora delle nevi; la più grande popolazione mondiale di renne selvatiche, il cui habitat di svernamento si trova nel territorio della riserva.